# Test Wady

Wzór amobarbitalu (Amytalu).

Test Wady (ISAP, z ang. intracarotid sodium amobarbital procedure) – metoda diagnostyczna pozwalająca ocenić lateralizację korowych ośrodków mowy i pamięci. Test polega na podaniu barbituranu (najczęściej amobarbitalu, czyli Amytalu, w dawce około 100 mg u kobiet i 112,5 mg u mężczyzn) kolejno do jednej i drugiej tętnicy szyjnej wewnętrznej, co pozwala wyłączyć zaopatrywane przez te naczynia odpowiednie półkule kresomózgowia. Jednocześnie wykonuje się u pacjenta testy psychologiczne oceniające funkcje badanych ośrodków mowy i pamięci. Z tego względu badanie rzadko można wykonać u młodszych, niewspółpracujących dzieci. Metodę opisał japoński neurolog pracujący w Kanadzie, Juhn Atsushi Wada (ur. 1924).